# Полторацкий, Сергей Александрович
Серге́й Алекса́ндрович Полтора́цкий (род. 28 октября 1947, Хмельницкий) — советский тяжелоатлет, заслуженный мастер спорта СССР. Четырехкратный рекордсмен мира, чемпион мира.

## Биография
Родился 28 октября 1947 года в городе Хмельницком. Отец Александр Филиппович в молодости боролся в цирке. Мать Екатерина Никитична, выполняла работу по дому. Был старший брат Евгений.
С 16 лет, по примеру многих комсомольцев, поехал осваивать целину в город Целиноград.
С детства занимался многими видами спорта. Имел 1 разряд по акробатике, был призёром первенства Украины по боксу, в Целинограде впервые занялся тяжёлой атлетикой.
В 18 лет был призван в армию (дослужился до офицера), где продолжил заниматься тяжёлой атлетикой. Через полгода после начала тренировок выполнил норму мастера спорта. Позже стал чемпионом вооружённых сил среди молодёжи, установив при этом рекорд СССР в жиме.
В течение 12 лет, до 1980 года был членом сборной команды СССР. За это время неоднократно становился призёром СССР, Европы и мира. Установил 4 мировых рекорда.